# Demetriusz Kydones
Demetriusz Kydones lub Cydones, gr. Δημήτριος Κυδώνης, Dēmētrios Kydonēs (ur. ok. 1324 w Tesalonice, zm. ok. 1397 na Krecie) – bizantyński polityk i teolog; zwolennik unii Kościołów.

## Życiorys
Demetriusz Kydones przyszedł na świat ok. 1324 roku w Tesalonice. Pochodził z rodziny arystokratycznej. Studiował teologię u Nila Kabazylasa. W czasie walki o tron cesarski pomiędzy Janem VI Kantakuzenem a Janem V Paleologiem opowiedział się za Kantakuzenem. Po zdobyciu władzy Kantakuzen mianował go pierwszym ministrem (mesadzon). Funkcję tę pełnił, z przerwami, przez 40 lat u boku czterech cesarzy wywierając niemały wpływ na bieg spraw politycznych i kościelnych w Cesarstwie Bizantyńskim. Dzięki studiom łaciny w Mediolanie zapoznał się z dorobkiem filozofii i teologii scholastycznej, zwłaszcza Tomasza z Akwinu, którego częściowo przełożył na grekę. W 1354 roku po ustąpieniu Jana VI Kantakuzena towarzyszył mu przez pewien czas podczas jego odosobnienia w klasztorze świętego Jerzego. W tym czasie przełożył Summę contra gentiles Tomasza z Akwinu. Później wstąpił na służbę Jana V i zaangażował się w sprawę unii Kościołów. Nawoływał też do współpracy polityczno-militarnej Wschodu z Zachodem przeciw Turkom. Pod wpływem nauki świętych Augustyna i Tomasza z Akwinu w 1364 roku przyjął katolicyzm. W latach 1369–1371 towarzyszył cesarzowi Janowi V Paleologowi w jego podróży do Włoch, mającej na celu uzyskanie pomocy w walce przeciw Turkom. Wraz ze swym uczniem Manuelem Chryzolorasem przyczynił się do odrodzenia studiów nad greką na Zachodzie Europy. Kydones sprzeciwiał się doktrynie Grzegorza Palamasa o boskich energiach. Do jego przyjaciół należeli późniejsi zwolennicy idei unii Kościołów na soborze florenckim, Bessarion i Izydor z Kijowa.

## Pisma
Do głównych pism teologicznych Demetriusza Kydonesa należą traktaty: Przeciw Palamasowi (Katá tu Palamá, PG 157, 837-864) i O pochodzeniu Ducha Świętego (Perí tes ekporeúseos tu hagíu pneúmatos, PG 154, 863-958). Napisał także: Romaios symbuleutikos (PG 154, 961-1008) i Peri tu katafronein ton thanaton (PG 154, 1169-1211), a także apologie związane z przyjęciem katolicyzmu i w obronie brata Prochora. Przetłumaczył również na język grecki jedno z głównych dzieł świętego Tomasza z Akwinu Summa contra gentiles (1354 r.).
Do pism retorycznych Kydonesa należą Monodia na poległych w Tesalonice (Epí tojs en Thessaloniké pesúsin), przedstawiająca w bardzo ciemnych barwach panowanie zelotów w Tesalonice i Doradca (Symbuleutikós) odnoszący się do podróży dyplomatycznej cesarza Jana V Paleologa do Włoch, w której Kydones sam uczestniczył (1369–1371). Spod pióra Kydonesa wyszły nadto Mowy (Lógoj) do cesarzy Jana Kantakuzena i Jana Paleologa, Wstępy (Proójmia) do trzech chrysobulli opracowanych na polecenie cesarza (1355, 1370) oraz 450 Listów (Epistoláj) skierowanych do Nicefora Gregorasa, mnicha Barlaama, patriarchy Filoteusza, mistyka Mikołaja Kabazylasa i innych (wydali G. Gamelli, Correspondance, 1930; G. Mercati, Notizione di Procoro e Demetrio Cidone, Manuele Caleca e Teodoro Meliteniota, 1931; R. J. Lorentz Correspondance, I-II, 1956–1960).